# خانه کاظم بستک
خانه کاظم مربوط به دوره قاجار است و در شهر بستک، محله بازار، مجاور بلوار پروفسور خوشکام واقع شده و این اثر در تاریخ ۱۷‌ خرداد ۱۳۸۵ با شمارهٔ ثبت ۱۵۴۰۰ به‌عنوان یکی از آثار ملی ایران به ثبت رسیده‌است.

## نگارخانه

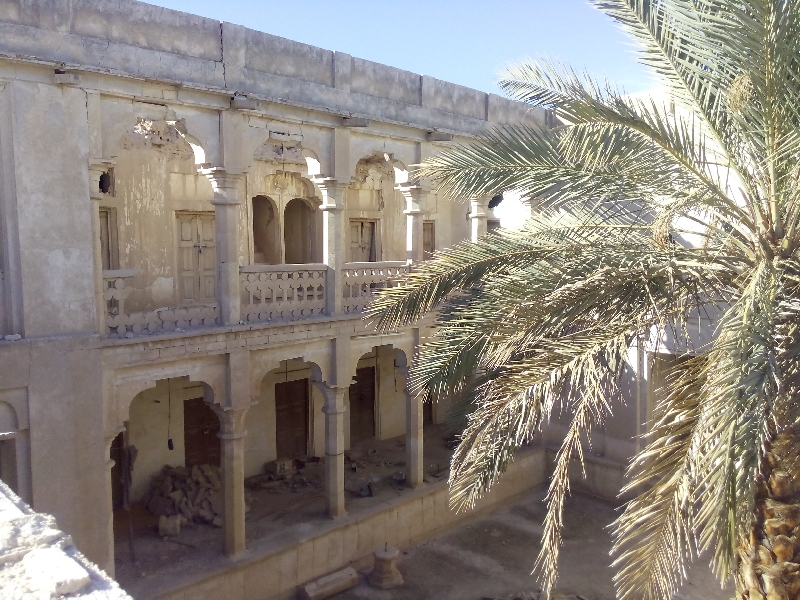
میانسرای خانه کاظم